# Madonna auf dem breiten Thronsitz

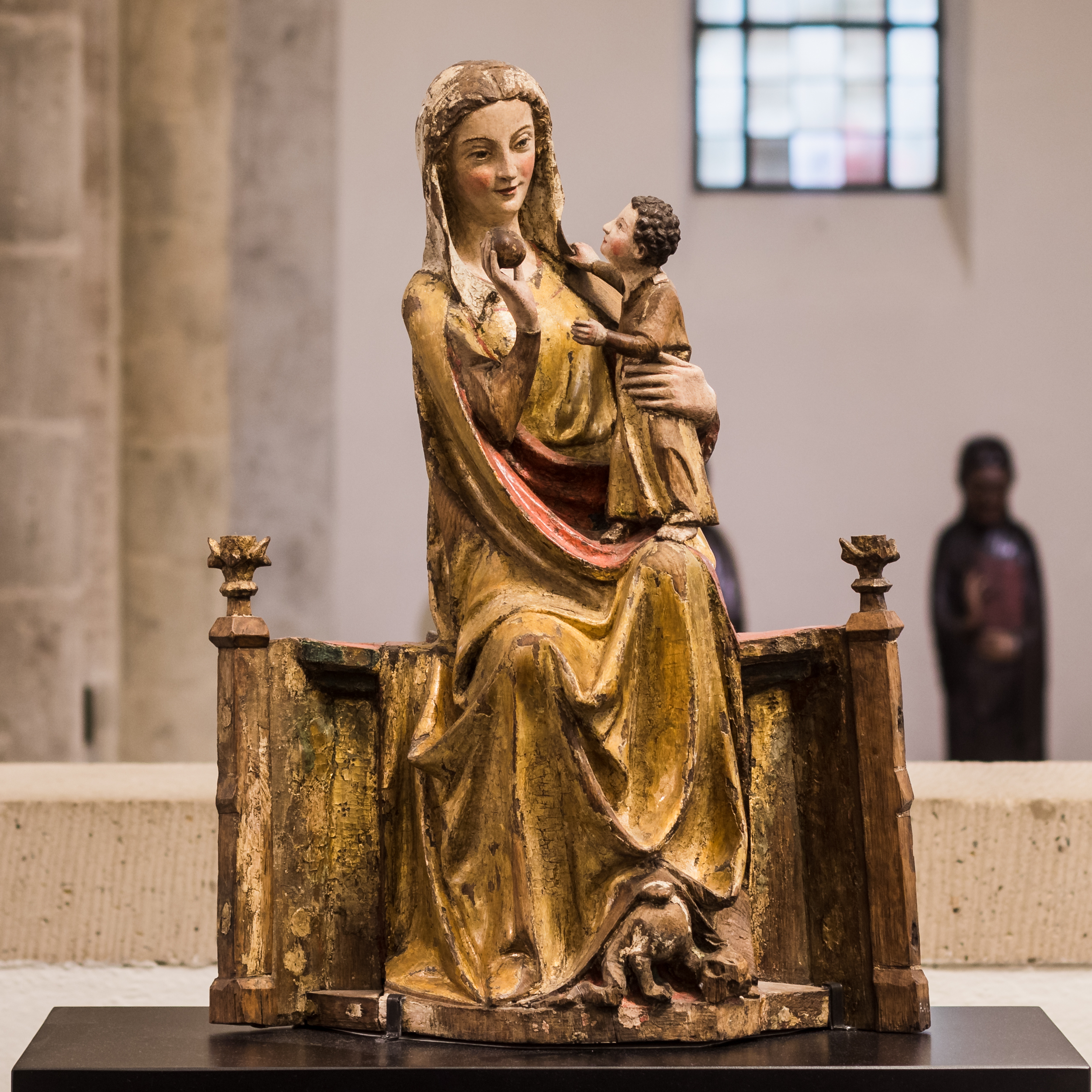
Madonna im Museum Schnütgen

Madonna auf dem breiten Thronsitz wird ein Schnitzwerk aus Eiche im Museum Schnütgen (Inventarnummer: A 46) genannt, das um 1270 entstanden ist. 

## Beschreibung
Die Madonnenfigur (61,5 cm hoch, 61,5 cm breit und 20 cm tief) sitzt auf einer breiten Thronbank, die ein oder zwei Generationen nach der Entstehung verbreitert wurde. Maria hält dem Kind einen Apfel hin und der Knabe streckt seine linke Hand dem Apfel entgegen, mit der rechten Hand ergreift er den Schleier seiner Mutter. Zu Füßen Marias liegt ein Drache als Symbol für den Sieg der Gottesmutter über das Böse. 
Der sicherlich wohlhabende Auftraggeber dieses Werkes, das von einem Kölner Bildschnitzer gefertigt wurde, ist nicht bekannt. Auffallend ist die leichte und schwungvolle Faltengebung von Marias Kleid und der innige Kontakt der beiden Personen. Das Gesicht der Gottesmutter trägt freundlich lächelnde Züge.